# Alcohol (stofklasse)
Een alcohol of ook wel alkanol en vroeger carbinol genoemd, is in de scheikunde een organische verbinding met een hydroxylgroep (-OH) gebonden met organische koolstofketen (een aryl- of alkylgroep). Het woord alcohol is afgeleid van het Arabische woord al-kuḥl (الكحل).
Onverzadigde ketens waarbij een hydroxylgroep rechtstreeks op een dubbele binding is gebonden, worden enolen genoemd. Zij tautomeriseren meestal echter snel naar het stabiele keton.
De eenvoudigste alcohol is methanol (CH3OH). De bekendste alcohol is ethanol (C2H5OH). Als in het dagelijks leven van 'alcohol' sprake is, wordt doorgaans ethanol bedoeld. In de vroegere naamgeving krijgt het alkanol de naam van de alkaangroep als achtervoegsel -yl + alcohol. Zo zijn methylalcohol en ethylalcohol verouderde namen voor respectievelijk methanol en ethanol, maar ze worden nog weleens gebruikt.
Alcoholen kunnen een reactie aangaan met carbonzuren of anorganische zuren. Er ontstaat dan een ester. Deze stoffen zijn belangrijke bouwstenen voor de mens.
Andere alcoholen zijn onder andere
- propaan-1-ol, CH3CH2CH2OH ; propaan-2-ol (isopropanol, ook wel bekend als IPA), CH3CH(OH)CH3
- butaan-1-ol; isobutanol (2-methylpropaan-1-ol)
- etheenglycol (ethaan-1,2-diol), een alkaandiol
- glycerine (propaan-1,2,3-triol) een alkaantriol
- polyolen als mannitol en sorbitol

## Indeling
Alcoholen kunnen onderverdeeld worden in:
- Primaire alcoholen: een alcohol waarin het koolstofatoom dat de OH-groep draagt aan maximaal één ander koolstofatoom gebonden is heet een primair alcohol.
- Secundaire alcoholen: is het koolstofatoom aan twee andere koolstofatomen gebonden, dan heet het een secundair alcohol.
- Tertiaire alcoholen: is het koolstofatoom aan drie andere koolstofatomen gebonden dan spreekt men van een tertiair alcohol.

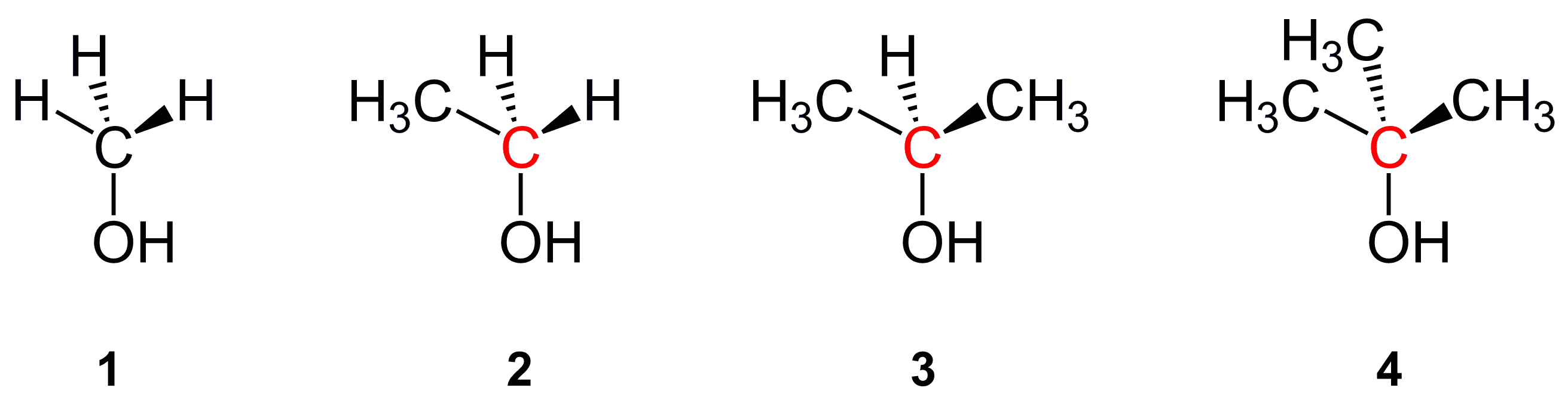
Structuur van methanol (1), ethanol (2), propaan-2-ol (3) en 2-methylpropaan-2-ol (4). Er is bij deze reeks een toename in substitutie van het centraal koolstofatoom te bemerken. Zo is ethanol een primair alcohol, en zijn propaan-2-ol en 2-methylpropaan-2-ol respectievelijk een secundair en tertiair alcohol.

## Alcoholen als oplosmiddel
Alcoholen kenmerken zich als oplosmiddelen doordat zij doorgaans erg polair zijn, zeker wanneer de restketen kort is. Maar de stoffen laten zich zowel met water als met apolaire stoffen goed mengen, en worden zelf minder hydrofiel naarmate de koolwaterstofketen van het alcoholmolecuul groter wordt.

## Reactiviteit van alcoholen

### Oxidatiereacties
Oxidatie van alcoholen gebeurt als er ten minste één waterstofatoom gebonden is aan het koolstofatoom waaraan de hydroxylgroep gebonden is. Dit betekent dus dat alleen primaire- en secundaire alcoholen geoxideerd kunnen worden. Een primaire alcohol oxideert eerst naar een aldehyde en dan naar een carbonzuur. In de praktijk oxideert een primair alcohol direct door naar een carbonzuur. Maar door de speciale oxidator PCC kan de oxidatie gestopt worden bij de aldehyde. 
Secundaire alcoholen kunnen alleen maar oxideren naar een keton. 
In het algemeen kan gezegd worden dat een hydroxylgroep oxideert naar een carbonylgroep en dan, wanneer mogelijk, naar een carboxylgroep. 
Oxidatie van alcohol is een belangrijke stap in de lever bij het afbreken van ethanol. Hierbij wordt doorbehulp van een NAD ethanol geoxideerd tot ethanal (acetaldehyde), ethanal (ook giftig) wordt dan verder geoxideerd naar azijnzuur en uiteindelijk tot koolstofdioxide en water. 

### Reacties met zuren
Met carbonzuren worden door alkanolen esters gevormd. Carbonzuuresters van primaire alcoholen hebben vaak een fruitachtige geur. De reactie is een condensatiereactie waarbij water vrijkomt. Secundaire alcoholen reageren wel, maar minder snel, vaak is het zuuranhydride nodig. Esters van tertiaire alcoholen moeten vaak via een omweg bereid worden; ook hierbij is het zuuranhydride nodig. Halogeenalkanen laten zich behalve door additie-reacties ook vormen door verestering, bijvoorbeeld de vorming van broomethaan uit waterstofbromide en geconcentreerde ethanol onder katalyse van een sterk zuur:
{\displaystyle {\ce {C2H5OH + HBr -> C2H5Br + H2O}}}
Veresteringsreacties kan men opvatten als een zuur-basereactie, waarbij het alcohol de rol van organische base vervult.

### Reacties met basen
Hoewel alcoholen een zuur karakter hebben reageren ze niet met hydroxide basen. Dit komt omdat alkoxiden sterkere basen zijn dan het hydroxide-ion. 
Fenolen daarentegen kunnen wel reageren met hydroxide-basen zoals natriumhydroxide, dit komt omdat de aromatische ring de lading op de zuurstof verdeelt over zijn gehele structuur. 

### Reacties met metalen
Alcoholen reageren niet of zeer langzaam met de meeste metalen.  Een uitzondering wordt gevormd door de alkali- en de  aardalkali-metalen.  Naast waterstofgas ontstaat een alcoholaat. Ethanol reageert bijvoorbeeld met natrium onder vorming van waterstof en natriumethanolaat:
{\displaystyle {\ce {2 C2H5OH + 2 Na -> 2 C2H5ONa + H2}}}
Toepassingen van deze reactie zijn onder andere:
- Als sterke base/nucleofiel in organische chemie.
- Voor speciale reacties noodzakelijke reagentia.
In de malonzuurestersynthese is het noodzakelijk dezelfde alcohol te gebruiken voor het voltooiing van de reactie als die waarmee het malonzuur veresterd is, anders treedt omestering op.
- Vernietigen van resten van (aard)alkalimetalen. 
De reactie van deze metalen met alcoholen is veel rustiger dan de reactie met water.  Natrium reageert vaak uiteindelijk[3] explosief met water, met ethanol verloopt de reactie zeer rustig. Dit laatste kan toegeschreven worden aan het feit dat natrium op water drijft (dichtheid = 0,97 g/L) waardoor warmteafgifte minder makkelijk is en luchtzuurstof vrij toegang heeft tot het steeds hetere metaal. Ethanol heeft een dichtheid van 0,79 g/L, waardoor het natrium onder het vloeistofniveau blijft. Warmteafvoer is daardoor veel makkelijker en reactie met luchtzuurstof onmogelijk.
- Schoonmaak van laboratoriumglaswerk.
Hiervoor wordt het alcoholaat meestal niet speciaal gemaakt, doorgaans is op het betreffende laboratorium vaak natrium nodig en moeten er dus vaak natriumresten opgeruimd worden.

### Dehydratie van alcoholen tot alkenen
Dehydratie betekent dat er een wateratoom wordt afgesplitst van het molecule. Bij primaire alcoholen gebeurt dit door het alcohol sterk te verhitten (180 °C) met een sterkzuur. Bij secundaire en tertiaire alcoholen is er niet zo'n hoge temperatuur nodig. 
Alcoholen kunnen gedehydrateerd worden door ze sterk te verhitten, in het geval van primaire alcoholen, in aanwezigheid van een sterk zuur (zwavelzuur). Bij de reactie wordt er water afgesplitst. 
{\displaystyle {\ce {CH_3CH_2OH->CH_2CH_2 + H_2O}}}